# Velika nagrada Belgije 1934
Velika nagrada Belgije 1934 je bila četrta neprvenstvena dirka Grandes Épreuves v sezoni 1934. Odvijala se je 29. julija 1934 na dirkališču Spa-Francorchamps. 

## Poročilo

### Pred dirko
Pričakovano spektakularna dirka je zaradi umika obeh nemških moštev z dirke, Auto Uniona in Mercedes-Benza, ker je Belgija zahtevala skupno 180.000 Švicarskih Frankov carine za gorivo na osnovi alkohola, izgubila velik del svojega sijaja, saj je tako štartalo le sedem dirkačev. 

### Dirka
Tik pred štartom dirke je začelo rahlo deževati. Louis Chiron je najbolje štartal in po prvem krgu je imel dvosekundno prednost pred Renéjem Dreyfusom in Achillom Varzijem. Toda že kmalu so Bugattijevi dirkači zašli v težave in eden za drugim zapeljali v bokse na menjavo svečk. Tako je vse kazalo na zmagoslavje Scuderie Ferrari, toda kmalu po svojem postanku v boksih je Chiron naredil napako v šikani pri ovinku Eau Rouge, zletel s proge in se prevrnil. Na srečo je pristal v manjši strugi, tako da se ni poškodoval. 
Varzi je po odstopu moštvenega kolega premočno vodil, kljub temu pa je postavil rekord proge z 5:47, kar pa je pustilo posledice na njegovem motorju, saj je moral odstopiti že v naslednjem krogu ravno zaradi eksplozije motorja. Dreyfus in Brivio sta tako le še križarila do cilja in nepričakovano dosegla dvojno zmago Bugattija, tretji pa je bil Raymond Sommer. Nekaj minut po koncu dirke so se tribune nad boksi sesedle in gledalci so padali v bokse.

## Rezultati

### Dirka
| Poz | Št | Dirkač                  | Moštvo                     | Dirkalnik             | Krogi | Čas/Odstop | Št. m. |
| --- | -- | ----------------------- | -------------------------- | --------------------- | ----- | ---------- | ------ |
| 1   | 4  | René Dreyfus            | Automobiles Ettore Bugatti | Bugatti T59           | 40    | 4:15:03,8  | 3      |
| 2   | 6  | Antonio Brivio          | Automobiles Ettore Bugatti | Bugatti T59           | 40    | + 1:51,0   | 1      |
| 3   | 12 | Raymond Sommer          | Privatnik                  | Maserati 8CM          | 39    | +1 krog    | 7      |
| 4   | 2  | Robert Benoist          | Automobiles Ettore Bugatti | Bugatti T59           | 37    | +3 krogi   | 5      |
| 5   | 24 | Charles Montier         | Privatnik                  | Montier Speciale-Ford | 30    | +10 krogov | 6      |
| Ods | 16 | Achille Varzi           | Scuderia Ferrari           | Alfa Romeo P3         | 25    | Motor      | 4      |
| Ods | 14 | Louis Chiron            | Scuderia Ferrari           | Alfa Romeo P3         | 20    | Trčenje    | 2      |
| DNS | 8  | Hans Stuck              | Auto Union AG              | Auto Union A          |       | Umik       |        |
| DNS | 10 | August Momberger        | Auto Union AG              | Auto Union A          |       | Umik       |        |
| DNS | 18 | Rudolf Caracciola       | Daimler-Benz AG            | Mercedes-Benz W25     |       | Umik       |        |
| DNS | 20 | Luigi Fagioli           | Daimler-Benz AG            | Mercedes-Benz W25     |       | Umik       |        |
| DNS | 22 | Manfred von Brauchitsch | Daimler-Benz AG            | Mercedes-Benz W25     |       | Umik       |        |